# Uphill
Uphill – wieś w Anglii, w hrabstwie ceremonialnym Somerset, w dystrykcie (unitary authority) North Somerset. Leży 31 km na południowy zachód od miasta Bristol i 199 km na zachód od Londynu.